# Hetzjagd (1960)
Hetzjagd (Originaltitel: Hell Is a City) ist ein im semidokumentarischen Série Noir-Stil gehaltener, britischer Kriminalfilm von 1960 aus der Hammer Films-Produktion. Unter der Regie von Val Guest spielt Stanley Baker einen hartgesottenen Provinzpolizisten, der einem ausgebrochenen Schwerverbrecher hinterher jagt.

## Handlung
Don Starling und Harry Martineau haben etwas gemeinsam: Sie sind beide in den verdreckten und ärmliche Hinterhöfen von Manchester aufgewachsen. Und beide kennen sich auch noch seit dieser Zeit. Doch während Martineau etwas aus seinem Leben machen wollte und zur Polizei ging, um Verbrecher zu jagen, hat Starling den anderen Weg eingeschlagen, den des skrupellosen Schwerverbrechers. Doch wie auch Starling hat das Leben Martineau zu einem hartgesottenen „ganzen Kerl“ gemacht, der sich gegen alle Widerstände durchs Leben beißt und auch vor Handgreiflichkeiten nicht zurückscheut, sollte dies notwendig sein. Als der eine Haftstrafe absitzende Starling eines Tages aus dem Gefängnis ausbricht, tötet er dort einen Wärter. Sofort taucht er ab und sucht sich seine alten Ganovenkumpane von einst, seine frühere Bande, zusammen. Starling kehrt augenblicklich in seine alten Verhaltensmuster zurück.
Gemeinsam mit seinen Leuten überfällt er den Buchmacher Gus Hawkins und nimmt ihm 4000 Pfund ab. Als bei dieser Tat ein 19-jähriges Mädchen umkommt, wird Dons alter Bekannter Martineau aktiv und hängt sich augenblicklich an Starlings Spur. Eine Hetzjagd durch die Straßen Manchesters beginnt. Es ist ein Duell auf Augenhöhe, denn auch der vom (Berufs-)Leben abgehärtete Martineau kennt sich wie Starling, der sich ins Ausland absetzen möchte, in der Welt der elendigen Mietskasernen und schummrigen Unterweltbars bestens aus. Starling hat noch einen weiteren Vorteil. Während sein alter Vertrauter Martineau vom Beruf derart aufgefressen wird, dass seine Ehe mit seiner Frau Julia auf der Kippe zu scheitern droht, ist Don, der sogar eine Affäre mit der Frau des beraubten Gus hat, weitaus entspannter und leistet sich ein gefährliches Katz-und-Maus-Spiel mit seinem Widersacher.

## Produktionsnotizen
Hetzjagd wurde am 10. April 1960 in Großbritannien uraufgeführt. Die deutsche Erstaufführung fand am 6. Juli 1960 statt.
Die Filmbauten kreierte Robert Jones. Die Schnittaufsicht hatte James Needs. Komponist Stanley Black dirigierte seine eigene Musik.
Der Film wurde für zwei BAFTA Awards (Bestes Drehbuch: Val Guest; Beste schauspielerische Neuentdeckung: Billie Whitelaw) nominiert.

## Kritiken
In The Monthly Film Bulletin war 1959 zu lesen: „Hektische Gangart mit zahlreichen Szenenwechseln, Mobilität der Kamera und Mitwirkenden und reichlich schnellem, lauten und intensivem Dialog“

„Spannungsgeladener Kriminalfilm in präziser und effektvoller Inszenierung.“

Halliwell‘s Film Guide empfand den Film als eine „lebhafte Halbdokumentation“.

„Solider Thriller an bemerkenswerten Schauplätzen und mit erstklassigen Schauspielern, der dem eigenen Anspruch hinterher hinkt.“